# Eresina jacksoni
Eresina jacksoni är en fjärilsart som beskrevs av Henry Stempffer 1961. Eresina jacksoni ingår i släktet Eresina och familjen juvelvingar. Inga underarter finns listade i Catalogue of Life.